# Fire (SHINee單曲)
「Fire」是韓國的男子團體SHINee的第7张日語单曲。2013年3月13日由EMI发售。

## 概要
- 「Fire」是SHINee第三首原創日語單曲。
- 此單曲有2個版本，分別有「初回生産限定盤」和「通常盤」。「初回生産限定盤」收錄了「Fire」的PV和Making
- 在3月25日於公信榜单曲週排行榜取得第5位。

## 收錄内容

### CD （初回生産限定盤）
1. Fire
2. MOON RIVER WALTZ

### CD （通常盤）
1. Fire
2. MOON RIVER WALTZ
3. Fire（Instrumental）
4. MOON RIVER WALTZ（Instrumental）

### DVD
1. Fire（PV）
2. Fire（Lip-Synch Ver.）
3. Fire（Jacket & Music Video Shooting Sketch）